# Exetastes propinquus
Exetastes propinquus là một loài tò vò trong họ Ichneumonidae.